# Riptide (série de televisão)
Riptide é uma série de televisão de suspense psicológico britânico-australiana de 2022 criada por Jason Herbison e dirigida por Scott Major. Foi transmitido a partir de 27 de dezembro de 2022 no Channel 5 do Reino Unido e foi ao ar a partir de 28 de junho de 2023 na Network 10 na Austrália. A série é estrelada por Jo Joyner, Peter O'Brien, Ciarán Griffiths, David Berry, Ben Turland e Asher Yasbincek.

## Enredo
Alison acaba de se casar com o australiano Sean Weston. Os dois filhos lutam com a nova situação familiar e o ex-marido de Alison a quer de volta. Quando Sean desaparece durante uma arrebentação matinal, não fica claro se ele foi pego por uma maré alta ou se há algo mais em seu desaparecimento.

## Elenco
- Jo Joyner como Alison Weston
- Peter O'Brien como Sean Weston
- Ciarán Griffiths como Michael Lane
- David Berry como Dan Burrell/Simon Cameron
- Ben Turland como Ethan Weston
- Asher Yasbincek como Hannah Lane
- Ally Fowler como Rachel Weston
- Yazeed Daher como Logan Williams
- Sonya Suares como Sargento Bhomik
- Pia Miranda como Jenny Clarke
- Benjamin Samaddar como Jesse Patel
- Max Brown como Finn Baker
- Patrick Harvey como Andrew White
- Patrick Williams com Philip Eldersly
- Emma Choy como Naomi Burrell
- Toby Lang como Constable Lang
- Ashley Stocco como Detetive Abela
- Adam McConvell como Detetive Da Silva
- Judy Beaumont como Sara Wiseman
- Hannah Ogawa como Melody Ling
- Scott Major como Daniel Burrell

## Produção
Riptide foi dirigido por Scott Major. A produção da série em quatro episódios começou no início de agosto de 2022, e foi concluída em 22 de agosto. Foi filmado em locações em Victoria, incluindo Melbourne, Mount Eliza e Cordilheira Dandenong. Algumas cenas foram filmadas nos estúdios da Network 10 em Nunawading, anteriormente usados pela novela australiana Neighbours. A série recebeu financiamento da VicScreen.

## Recepção
Antes da transmissão do primeiro episódio, Morgan Cormack, do Radio Times, disse que a série chamou a atenção e achou que "parece positivamente ameaçadora" pelo teaser trailer. Em sua análise da série, a colega de Cormack, Jane Rackham, chamou-a de "intrigante" e declarou: "Inicialmente, tem todas as características de uma versão sofisticada de Neighbours... até que Sean desaparece enquanto sai para surfar diariamente. O breve flashbacks sugerem que talvez não tenha sido um acidente".